# Рінн
Рінн (нім. Rinn) —  громада округу Інсбрук-Ланд у землі Тіроль, Австрія.
Рінн лежить на висоті  918 м над рівнем моря і займає площу  10,65 км². Громада налічує 1676 мешканців. 
Густота населення 157/км².  
|                               |
| Рінн на мапі округу та землі. |

 Адреса управління громади: Dorfstraße 6, 6074 Rinn. 

## Демографія
Історична динаміка населення міста за даними сайту Statistik Austria

## Виноски
1. ↑  Dauersiedlungsraum der Gemeinden Politischen Bezirke und Bundesländer - Gebietsstand 1.1.2018 — Статистичне управління Австрії.
2. ↑  https://www.statistik.at/blickgem/blick1/g70345.pdf
3. ↑   www.rinn.tirol.gv.at
4. ↑  Gemeindedaten von Rinn

| Австрія | Це незавершена стаття з географії Австрії. Ви можете допомогти проєкту, виправивши або дописавши її. |